# KBS 제1라디오
KBS 제1라디오는 대한민국 한국방송공사에서 운영·방송하는 라디오 채널이다. 1927년 2월 16일에 개국하였다. 주로 뉴스, 시사, 교양 프로그램 등을 하루 24시간 방송한다.
EBS FM과 더불어 대한민국의 라디오 방송으로서는 키 스테이션 이외의 중계소가 가장 많은 라디오 채널이며, 방송통신위원회가 지정한 긴급재난 방송사이기도 하다.

## 개요
KBS 제1라디오의 슬로건은 "대한민국 중심 채널"이며, 주요 편성은 뉴스와 시사가 중심이 되고, 일부 편성은 교양, 라디오 드라마 프로그램 등이 편성된다.
아침 6시 58분부터 밤 10시 58분까지 매시 58분에 날씨 정보를 방송한다. 아침 5시 55분과 밤 11시 55분에는 기상통보를, 새벽 4시 42분에는 어업기상통보를 방송한다.
대한민국에서 EBS FM과 함께 키 스테이션 이외의 중계소가 가장 많은 라디오 채널이며, 이에 따라 한반도의 수많은 곳에서 주파수를 매우 쉽게 수신할 수 있다. 다만 AM 방송의 축소로 인해 AM 중계소가 대거 폐국되었고, 소출력 FM 중계소가 조금씩 생기고 있다.
과거에는 새벽 시간대에 KBS 사회교육방송(현 KBS 한민족방송)을 재송출한 적이 있었고, 국군방송에서 제작한 프로그램과 장애인 대상 프로그램(예: 내일은 푸른하늘)을 방송하기도 하였다. 그리고 KBS 부산 라디오에서는 1980년대까지 밤 12시부터 오전 1시까지 대일(對日) 일본어 방송을 송출한 적도 있다.
1927년 2월 16일에 1라디오를 개국하였다.
AM 방송은 충주(충청북도 북부) 지역을 제외한 나머지는 전부 수신된다. 단 경상남도 창원시(경상남도 동부)의 AM 방송은 진주 지역과 같이 공유한다.

## 특징
1927년 2월 16일에 라디오 방송국이 개국하였다. 1981년 3월 7일부터 KBS 제1FM과 광고방송(상업광고방송)을 재개하였다. 1981년 3월 7일부터 1994년 9월 30일까지는 13년 동안 광고를 업무했다. KBS 1TV의 채널에서 수신료징수제도 개선을 계기로 광고방송(상업광고방송)을 폐지하기로 했다. 한마디로, 광고방송(상업광고방송) 없이 수신료로도 운영되기 때문이다. 1994년 10월 1일부터 광고방송 영업 개시 이후 지금까지 1라디오와 1FM은 광고방송(상업광고방송)을 송출하지 않는 라디오 채널이다.

## 연혁
- 1927년 2월 16일 : 일제 강점기 시절 조선방송협회 경성방송국(호출부호 JODK)으로 라디오 방송 개시.
- 1947년 : 독립 후 대한민국이 HL이라는 호출부호를 부여받은 후 호출부호를 HLKA로 변경. 경성방송국에서 KBS 제1방송으로 채널명 변경.
- 1969년 7월 : 아폴로 11호 달 착륙 중계 방송.[7]
- 1971년 : 제1방송 송출기능을 소래송신소로 이전, 연희 송신소 폐지.
- 1978년 11월 23일 : 국제전기통신연합(ITU)가 AM 주파수 간격을 10kHz에서 9kHz로 변경함에 따라 제1방송도 710kHz에서 711kHz로 변경.
- 1980년 12월 1일 : KBS 제1방송 FM 101.7MHz 개국.
- 1981년 3월 7일 : KBS 제1FM과 광고방송(상업광고방송) 재개.
- 1981년 9월 7일 : KBS 제1방송에서 KBS 제1라디오로 채널명 변경.
- 1982년 3월 4일 : KBS 제1라디오 FM으로 수신 가능, 잡음이 전혀 없는 표준FM(스테레오가 아닌 모노)으로도 동시에 방송.
- 1983년 8월 15일 : 사상 최초로 하루 24시간 정규 방송 실시.
- 1988년 5월 12일 : KBS 제1라디오 수도권 주파수 FM 97.3MHz 방송 개국.(관악산 송신소, HLKA-SFM. 10kW)
- 1994년 9월 30일 : KBS 제1FM과 광고방송(상업광고방송)을 마지막으로 송출.
- 1994년 10윌 1일 : KBS 제1FM과 수신료징수제도개선을 계기로 광고방송(상업광고방송) 폐지.
- 2000년대 초중반 : 기존 지방 표준FM 스테레오화 및 일부 지방 표준FM 추가 개설.
- 2003년 11월 3일 : 국군, 농어촌, 장애인 프로그램 폐지. 뉴스, 시사, 교양 전문 채널로 전환.
- 2007년 : 화성 송신소(단파 3930kHz) 정식 폐지.

## 방송 시간
| 방송 채널   | 연도   | 방송 시작 시간 | 방송 종료 시간 | 비고 |
| ----------- | ------ | -------------- | -------------- | ---- |
| KBS 1라디오 | 1947년 | 05:00          | 24:00          |      |
| KBS 1라디오 | 1961년 | 05:00          | 02:00          |      |
| KBS 1라디오 | 1982년 | 05:00          | 03:00          |      |
| KBS 1라디오 | 1984년 | 05:00          | 05:00          |      |

## 방송 프로그램 (편성표)
2025년 8월 18일 기준 
- 지역국 프로그램 편성시간 (대체적) : 매일 아침 8:30 ~ 8:58, 오전 11:05 ~ 11:30, 저녁 5:05 ~ 5:58
- 지역국 뉴스 편성시간 (대체적) : 매일 오전 9:00 ~ 9:05, 낮 12:15 ~ 12:20, 저녁 5:00 ~ 5:05
- 지역국 뉴스 편성시간 (대체적) : 매일 저녁 6:00 ~ 6:05
- 유튜브 "KBS 1라디오" 채널에서도 동시 방송되고 있으며, 생방송 시간대에는 보이는 라디오가 진행되고 있다.
- 단, 토요일만 모두 전국방송이다.
- 단, 시보가 없는 날은 새벽 2시와 매일 저녁 8시이다.
- 단, 건강 365, KBS 뉴스광장 수중계, 오늘 아침 1라디오, 경제세미나 일요일 재방송, 바른말 고운말, 뉴스와 화제, 전격시사 1, 2부, 라디오 매거진 위크 앤드 주말, 성공예감 이대호입니다, 성공예감 별책부록 토요일, 통일사용설명서 일요일, KBS 뉴스월드 주말, 이은선의 영화관, 정여울의 도서관, 희망충전 대한민국, 경제세미나 토요일, 작은 서점 일요일 재방송, 세상의 모든 정보, 정관용의 시사본부 주말, 뉴스 중계탑, 라디오 전국일주, 임수민의 지금 이 사람, 건강 365 주말 재방송, 주말 생방송 정보쇼 주말, 작은 서점 토요일 재방송, 뉴스레터K 2부, 생방송 주말 저녁입니다 주말, KBS 열린토론, 스포츠 스포츠, 함께하는 세상 토요일, 국민과 함께 국군과 함께 일요일, KBS 뉴스 9 수중계, 오늘 밤 1라디오, 건강 365 주말 재방송, 작은 서점, KBS 무대 토요일, 라디오 문학관 일요일, 문화 공감, KBS 열린토론 평일 재방송, 명사들의 책읽기 토요일, 다큐멘터리 역사를 찾아서 일요일, 정다운 가곡 일요일, 경제로 통일로, 통일사용설명서 일요일 재방송, 5분 여행기, 구석구석 코리아 주말 재방송, 세월따라 노래따라, KBS 오디오북-최고의 클립, 소설극장, 어업기상통보도 모두 전국방송이다.
- 단, 전격시사 3부, KBS 1라디오 오늘 세계는, 성기영의 경제쇼, 뉴스레터K 1부, 성공예감 별책부록 일요일 재방송도 모두 일부 지역 자체 방송이다.
- 단, 경인만 수도권 전지역 방송이다.
- 단, 새벽 시간에는 뉴스를 방송하지 않고 모두 전국방송이다.

| 방송시간                                                                                             | 프로그램 | 지방 방송 총(국) 중계 여부 | 지방 방송 총(국) 중계 여부 | 지방 방송 총(국) 중계 여부 | 지방 방송 총(국) 중계 여부 | 지방 방송 총(국) 중계 여부 | 지방 방송 총(국) 중계 여부 | 지방 방송 총(국) 중계 여부 | 지방 방송 총(국) 중계 여부 | 지방 방송 총(국) 중계 여부 | 지방 방송 총(국) 중계 여부 | 지방 방송 총(국) 중계 여부 | 지방 방송 총(국) 중계 여부 | 지방 방송 총(국) 중계 여부 | 지방 방송 총(국) 중계 여부 | 지방 방송 총(국) 중계 여부 | 지방 방송 총(국) 중계 여부 | 지방 방송 총(국) 중계 여부 | 지방 방송 총(국) 중계 여부 | 지방 방송 총(국) 중계 여부 |
| 방송시간                                                                                             | 프로그램 | 경인                       | 춘천                       | 원주                       | 강릉                       | 대전                       | 청주                       | 충주                       | 부산                       | 울산                       | 창원                       | 진주                       | 대구                       | 포항                       | 안동                       | 광주                       | 목포                       | 순천                       | 전주                       | 제주                       |
| --- | --- | -------------------------- | -------------------------- | -------------------------- | -------------------------- | -------------------------- | -------------------------- | -------------------------- | -------------------------- | -------------------------- | -------------------------- | -------------------------- | -------------------------- | -------------------------- | -------------------------- | -------------------------- | -------------------------- | -------------------------- | -------------------------- | -------------------------- |
| 매일 05:00~09:00 주말 07:00~09:00 일요일 06:00~09:00                                                 | KBS 제1라디오 아침 뉴스 | 전국방송                   | 전국방송                   | 전국방송                   | 전국방송                   | 전국방송                   | 전국방송                   | 전국방송                   | 전국방송                   | 전국방송                   | 전국방송                   | 전국방송                   | 전국방송                   | 전국방송                   | 전국방송                   | 전국방송                   | 전국방송                   | 전국방송                   | 전국방송                   | 전국방송                   |
| 매일 05:05                                                                                           | 건강 365 (본방송 3R 수중계) | 전국방송                   | 전국방송                   | 전국방송                   | 전국방송                   | 전국방송                   | 전국방송                   | 전국방송                   | 전국방송                   | 전국방송                   | 전국방송                   | 전국방송                   | 전국방송                   | 전국방송                   | 전국방송                   | 전국방송                   | 전국방송                   | 전국방송                   | 전국방송                   | 전국방송                   |
| 월요일~토요일 06:00 06:15 명절 연휴 06:10 일요일 06:05                                               | KBS 뉴스광장 (KBS 1TV 수중계) 오늘 아침 1라디오 경제세미나 (일, 재)                                                                 | 전국방송                   | 전국방송                   | 전국방송                   | 전국방송                   | 전국방송                   | 전국방송                   | 전국방송                   | 전국방송                   | 전국방송                   | 전국방송                   | 전국방송                   | 전국방송                   | 전국방송                   | 전국방송                   | 전국방송                   | 전국방송                   | 전국방송                   | 전국방송                   | 전국방송                   |
| 월요일~토요일 06:54 매일 16:56 재방송                                                                | 광복 80년 KBS 라디오 캠페인 <밸류업 대한민국>                                                                                       | 전국방송                   | 전국방송                   | 전국방송                   | 전국방송                   | 전국방송                   | 전국방송                   | 전국방송                   | 전국방송                   | 전국방송                   | 전국방송                   | 전국방송                   | 전국방송                   | 전국방송                   | 전국방송                   | 전국방송                   | 전국방송                   | 전국방송                   | 전국방송                   | 전국방송                   |
| 월요일~토요일 06:56 12:55 재방송 주말 15:56                                                          | 바른말 고운말 | 전국방송                   | 전국방송                   | 전국방송                   | 전국방송                   | 전국방송                   | 전국방송                   | 전국방송                   | 전국방송                   | 전국방송                   | 전국방송                   | 전국방송                   | 전국방송                   | 전국방송                   | 전국방송                   | 전국방송                   | 전국방송                   | 전국방송                   | 전국방송                   | 전국방송                   |
| 평일 07:00                                                                                           | 뉴스와 화제 | 전국방송                   | 전국방송                   | 전국방송                   | 전국방송                   | 전국방송                   | 전국방송                   | 전국방송                   | 전국방송                   | 전국방송                   | 전국방송                   | 전국방송                   | 전국방송                   | 전국방송                   | 전국방송                   | 전국방송                   | 전국방송                   | 전국방송                   | 전국방송                   | 전국방송                   |
| 평일 07:20 명절연휴 07:10 주말 07:05                                                                 | 전격시사 (평일, 1부) 라디오 매거진 위크 앤드 (주말, 1부)                                                                            | 전국방송                   | 전국방송                   | 전국방송                   | 전국방송                   | 전국방송                   | 전국방송                   | 전국방송                   | 전국방송                   | 전국방송                   | 전국방송                   | 전국방송                   | 전국방송                   | 전국방송                   | 전국방송                   | 전국방송                   | 전국방송                   | 전국방송                   | 전국방송                   | 전국방송                   |
| 매일 07:56 재방송                                                                                    | KBS 라디오 연중 캠페인 <초록여행, 떠나요>                                                                                           | 전국방송                   | 전국방송                   | 전국방송                   | 전국방송                   | 전국방송                   | 전국방송                   | 전국방송                   | 전국방송                   | 전국방송                   | 전국방송                   | 전국방송                   | 전국방송                   | 전국방송                   | 전국방송                   | 전국방송                   | 전국방송                   | 전국방송                   | 전국방송                   | 전국방송                   |
| 매일 08:00                                                                                           | 전격시사 (평일, 2부) 라디오 매거진 위크 앤드 (주말, 2부)                                                                            | 전국방송                   | 전국방송                   | 전국방송                   | 전국방송                   | 전국방송                   | 전국방송                   | 전국방송                   | 전국방송                   | 전국방송                   | 전국방송                   | 전국방송                   | 전국방송                   | 전국방송                   | 전국방송                   | 전국방송                   | 전국방송                   | 전국방송                   | 전국방송                   | 전국방송                   |
| 평일 08:30                                                                                           | 전격시사 (3부) | O                          | O                          | X O                        | X O                        | X O                        | X O                        | X O                        | O                          | X O                        | O                          | O                          | O                          | X O                        | X O                        | X O                        | X O                        | X O                        | X O                        | X O                        |
| 매일 09:00                                                                                           | KBS 제1라디오 9시 뉴스 | O                          | △                          | △                          | △                          | △                          | △                          | △                          | △                          | △                          | △                          | △                          | △                          | △                          | △                          | △                          | △                          | △                          | △                          | △                          |
| 매일 09:05                                                                                           | 성공예감 이대호입니다 (1부) (평일) 성공예감 별책부록 (토요일) 통일사용설명서 (일요일, 재방송 한민족 수중계)                         | 전국방송                   | 전국방송                   | 전국방송                   | 전국방송                   | 전국방송                   | 전국방송                   | 전국방송                   | 전국방송                   | 전국방송                   | 전국방송                   | 전국방송                   | 전국방송                   | 전국방송                   | 전국방송                   | 전국방송                   | 전국방송                   | 전국방송                   | 전국방송                   | 전국방송                   |
| 매일 10:00, 11:00                                                                                    | KBS 제1라디오 오전 뉴스 | 전국방송                   | 전국방송                   | 전국방송                   | 전국방송                   | 전국방송                   | 전국방송                   | 전국방송                   | 전국방송                   | 전국방송                   | 전국방송                   | 전국방송                   | 전국방송                   | 전국방송                   | 전국방송                   | 전국방송                   | 전국방송                   | 전국방송                   | 전국방송                   | 전국방송                   |
| 매일 10:05                                                                                           | 성공예감 이대호입니다 (2부) (평일) KBS 뉴스월드 (주말)                                                                              | 전국방송                   | 전국방송                   | 전국방송                   | 전국방송                   | 전국방송                   | 전국방송                   | 전국방송                   | 전국방송                   | 전국방송                   | 전국방송                   | 전국방송                   | 전국방송                   | 전국방송                   | 전국방송                   | 전국방송                   | 전국방송                   | 전국방송                   | 전국방송                   | 전국방송                   |
| 평일 10:53 15:26 재방송 23:52 재방송 주말 14:55 재방송 22:55 재방송 02:55 재방송 일요일 09:55 재방송 | 이은선의 영화관, 정여울의 도서관 | 전국방송                   | 전국방송                   | 전국방송                   | 전국방송                   | 전국방송                   | 전국방송                   | 전국방송                   | 전국방송                   | 전국방송                   | 전국방송                   | 전국방송                   | 전국방송                   | 전국방송                   | 전국방송                   | 전국방송                   | 전국방송                   | 전국방송                   | 전국방송                   | 전국방송                   |
| 매일 10:56 평일 17:56 재방송 주말 20:56 재방송                                                       | 희망충전 대한민국 | 전국방송                   | 전국방송                   | 전국방송                   | 전국방송                   | 전국방송                   | 전국방송                   | 전국방송                   | 전국방송                   | 전국방송                   | 전국방송                   | 전국방송                   | 전국방송                   | 전국방송                   | 전국방송                   | 전국방송                   | 전국방송                   | 전국방송                   | 전국방송                   | 전국방송                   |
| 평일 11:05                                                                                           | KBS 1라디오 오늘 세계는 | O                          | X                          | △, O                       | O                          | O                          | △, O                       | O                          | X                          | O                          | O                          | X                          | X                          | O                          | X                          | O                          | △, O                       | △, O                       | O                          | △, O                       |
| 주말 11:05                                                                                           | 경제세미나 (토요일) 작은 서점 (재방송) (일요일)                                                                                     | 전국방송                   | 전국방송                   | 전국방송                   | 전국방송                   | 전국방송                   | 전국방송                   | 전국방송                   | 전국방송                   | 전국방송                   | 전국방송                   | 전국방송                   | 전국방송                   | 전국방송                   | 전국방송                   | 전국방송                   | 전국방송                   | 전국방송                   | 전국방송                   | 전국방송                   |
| 매일 12:00                                                                                           | KBS 제1라디오 정오종합뉴스 | o                          | △ O                        | △ O                        | △ O                        | △ O                        | △ O                        | △ O                        | △ O                        | △ O                        | △ O                        | △ O                        | △ O                        | △ O                        | △ O                        | △ O                        | △ O                        | △ O                        | △ O                        | △ O                        |
| 평일 12:20 공휴일 12:15 주말 12:10                                                                   | 세상의 모든 정보 (평일) 정관용의 시사본부 (주말)                                                                                    | 전국방송                   | 전국방송                   | 전국방송                   | 전국방송                   | 전국방송                   | 전국방송                   | 전국방송                   | 전국방송                   | 전국방송                   | 전국방송                   | 전국방송                   | 전국방송                   | 전국방송                   | 전국방송                   | 전국방송                   | 전국방송                   | 전국방송                   | 전국방송                   | 전국방송                   |
| 평일 14:00 주말 14:00                                                                                | 뉴스 중계탑 KBS 제1라디오 2시 뉴스                                                                                                  | 전국방송                   | 전국방송                   | 전국방송                   | 전국방송                   | 전국방송                   | 전국방송                   | 전국방송                   | 전국방송                   | 전국방송                   | 전국방송                   | 전국방송                   | 전국방송                   | 전국방송                   | 전국방송                   | 전국방송                   | 전국방송                   | 전국방송                   | 전국방송                   | 전국방송                   |
| 평일 14:20 명절 연휴 14:10 주말 14:05                                                                | 라디오 전국일주 (평일) 건강 365 (주말, 재방송 3R 수중계)                                                                            | 전국방송                   | 전국방송                   | 전국방송                   | 전국방송                   | 전국방송                   | 전국방송                   | 전국방송                   | 전국방송                   | 전국방송                   | 전국방송                   | 전국방송                   | 전국방송                   | 전국방송                   | 전국방송                   | 전국방송                   | 전국방송                   | 전국방송                   | 전국방송                   | 전국방송                   |
| 매일 15:00                                                                                           | KBS 제1라디오 3시 뉴스 | 전국방송                   | 전국방송                   | 전국방송                   | 전국방송                   | 전국방송                   | 전국방송                   | 전국방송                   | 전국방송                   | 전국방송                   | 전국방송                   | 전국방송                   | 전국방송                   | 전국방송                   | 전국방송                   | 전국방송                   | 전국방송                   | 전국방송                   | 전국방송                   | 전국방송                   |
| 매일 15:30 21:30 재방송 매일 15:05                                                                   | 임수민의 지금 이 사람 주말 생방송 정보쇼                                                                                            | 전국방송                   | 전국방송                   | 전국방송                   | 전국방송                   | 전국방송                   | 전국방송                   | 전국방송                   | 전국방송                   | 전국방송                   | 전국방송                   | 전국방송                   | 전국방송                   | 전국방송                   | 전국방송                   | 전국방송                   | 전국방송                   | 전국방송                   | 전국방송                   | 전국방송                   |
| 매일 16:00                                                                                           | KBS 제1라디오 4시 뉴스 | 전국방송                   | 전국방송                   | 전국방송                   | 전국방송                   | 전국방송                   | 전국방송                   | 전국방송                   | 전국방송                   | 전국방송                   | 전국방송                   | 전국방송                   | 전국방송                   | 전국방송                   | 전국방송                   | 전국방송                   | 전국방송                   | 전국방송                   | 전국방송                   | 전국방송                   |
| 평일 16:05                                                                                           | 성기영의 경제쇼 | O                          | O                          | O                          | X                          | O                          | O                          | O                          | O                          | O                          | O                          | O                          | O                          | X                          | X                          | X                          | O                          | X                          | O                          | O                          |
| 매일 17:00                                                                                           | KBS 제1라디오 5시 뉴스 | o                          | △                          | △                          | △                          | △                          | △                          | △                          | △                          | △                          | △                          | △                          | △                          | △                          | △                          | △                          | △                          | △                          | △                          | o                          |
| 평일 17:05                                                                                           | 뉴스레터K (1부) | O                          | O                          | X                          | O                          | X                          | O                          | X                          | O                          | O                          | X                          | X                          | O                          | O                          | O                          | O                          | X                          | O                          | O                          | O                          |
| 토요일 17:05                                                                                         | 작은 서점 (재방송) | 전국방송                   | 전국방송                   | 전국방송                   | 전국방송                   | 전국방송                   | 전국방송                   | 전국방송                   | 전국방송                   | 전국방송                   | 전국방송                   | 전국방송                   | 전국방송                   | 전국방송                   | 전국방송                   | 전국방송                   | 전국방송                   | 전국방송                   | 전국방송                   | 전국방송                   |
| 일요일 17:05                                                                                         | 성공예감 별책부록 (재방송) (전주만 일부 지역 자체방송)                                                                              | O                          | O                          | O                          | O                          | O                          | O                          | O                          | O                          | O                          | O                          | O                          | O                          | O                          | O                          | O                          | O                          | O                          | X(일)                      | O                          |
| 매일 18:00                                                                                           | KBS 제1라디오 6시 뉴스 | o                          | X                          | X                          | X                          | X                          | X                          | X                          | X                          | X                          | X                          | X                          | X                          | X                          | X                          | X                          | X                          | X                          | X                          | X                          |
| 매일 18:05                                                                                           | 뉴스레터K (평일, 2부) 생방송 주말 저녁입니다 (주말, 1부)                                                                            | 전국방송                   | 전국방송                   | 전국방송                   | 전국방송                   | 전국방송                   | 전국방송                   | 전국방송                   | 전국방송                   | 전국방송                   | 전국방송                   | 전국방송                   | 전국방송                   | 전국방송                   | 전국방송                   | 전국방송                   | 전국방송                   | 전국방송                   | 전국방송                   | 전국방송                   |
| 평일 19:00                                                                                           | KBS 제1라디오 저녁종합뉴스 | 전국방송                   | 전국방송                   | 전국방송                   | 전국방송                   | 전국방송                   | 전국방송                   | 전국방송                   | 전국방송                   | 전국방송                   | 전국방송                   | 전국방송                   | 전국방송                   | 전국방송                   | 전국방송                   | 전국방송                   | 전국방송                   | 전국방송                   | 전국방송                   | 전국방송                   |
| 평일 19:20 명절 연휴 19:15 01:00 재방송 주말 19:05                                                   | KBS 열린토론 (평일) 생방송 주말 저녁입니다 (주말, 2부)                                                                              | 전국방송                   | 전국방송                   | 전국방송                   | 전국방송                   | 전국방송                   | 전국방송                   | 전국방송                   | 전국방송                   | 전국방송                   | 전국방송                   | 전국방송                   | 전국방송                   | 전국방송                   | 전국방송                   | 전국방송                   | 전국방송                   | 전국방송                   | 전국방송                   | 전국방송                   |
| 평일 20:30 주말 21:20                                                                                | 스포츠 스포츠 | 전국방송                   | 전국방송                   | 전국방송                   | 전국방송                   | 전국방송                   | 전국방송                   | 전국방송                   | 전국방송                   | 전국방송                   | 전국방송                   | 전국방송                   | 전국방송                   | 전국방송                   | 전국방송                   | 전국방송                   | 전국방송                   | 전국방송                   | 전국방송                   | 전국방송                   |
| 주말 20:00                                                                                           | 생방송 주말 저녁입니다 (3부) | 전국방송                   | 전국방송                   | 전국방송                   | 전국방송                   | 전국방송                   | 전국방송                   | 전국방송                   | 전국방송                   | 전국방송                   | 전국방송                   | 전국방송                   | 전국방송                   | 전국방송                   | 전국방송                   | 전국방송                   | 전국방송                   | 전국방송                   | 전국방송                   | 전국방송                   |
| 주말 20:30                                                                                           | 함께하는 세상 (토요일) 국민과 함께 국군과 함께 (일요일)                                                                             | 전국방송                   | 전국방송                   | 전국방송                   | 전국방송                   | 전국방송                   | 전국방송                   | 전국방송                   | 전국방송                   | 전국방송                   | 전국방송                   | 전국방송                   | 전국방송                   | 전국방송                   | 전국방송                   | 전국방송                   | 전국방송                   | 전국방송                   | 전국방송                   | 전국방송                   |
| 매일 21:00                                                                                           | KBS 뉴스 9 (KBS 1TV 수중계) | 전국방송                   | 전국방송                   | 전국방송                   | 전국방송                   | 전국방송                   | 전국방송                   | 전국방송                   | 전국방송                   | 전국방송                   | 전국방송                   | 전국방송                   | 전국방송                   | 전국방송                   | 전국방송                   | 전국방송                   | 전국방송                   | 전국방송                   | 전국방송                   | 전국방송                   |
| 매일 22:00~00:00                                                                                     | KBS 제1라디오 심야 뉴스 | 전국방송                   | 전국방송                   | 전국방송                   | 전국방송                   | 전국방송                   | 전국방송                   | 전국방송                   | 전국방송                   | 전국방송                   | 전국방송                   | 전국방송                   | 전국방송                   | 전국방송                   | 전국방송                   | 전국방송                   | 전국방송                   | 전국방송                   | 전국방송                   | 전국방송                   |
| 매일 22:05                                                                                           | 오늘 밤 1라디오 (평일) 건강 365 (주말, 재방송 3R 수중계)                                                                            | 전국방송                   | 전국방송                   | 전국방송                   | 전국방송                   | 전국방송                   | 전국방송                   | 전국방송                   | 전국방송                   | 전국방송                   | 전국방송                   | 전국방송                   | 전국방송                   | 전국방송                   | 전국방송                   | 전국방송                   | 전국방송                   | 전국방송                   | 전국방송                   | 전국방송                   |
| 매일 23:05                                                                                           | 작은 서점 (평일) KBS 무대 (토요일 재방송) 라디오 문학관 (일요일 재방송)                                                             | 전국방송                   | 전국방송                   | 전국방송                   | 전국방송                   | 전국방송                   | 전국방송                   | 전국방송                   | 전국방송                   | 전국방송                   | 전국방송                   | 전국방송                   | 전국방송                   | 전국방송                   | 전국방송                   | 전국방송                   | 전국방송                   | 전국방송                   | 전국방송                   | 전국방송                   |
| 매일 00:05                                                                                           | 문화 공감 (재방송 한민족 수중계) (전국방송)                                                                                         | 전국방송                   | 전국방송                   | 전국방송                   | 전국방송                   | 전국방송                   | 전국방송                   | 전국방송                   | 전국방송                   | 전국방송                   | 전국방송                   | 전국방송                   | 전국방송                   | 전국방송                   | 전국방송                   | 전국방송                   | 전국방송                   | 전국방송                   | 전국방송                   | 전국방송                   |
| 토요일 01:00 일요일 01:00 일요일 01:40                                                               | 명사들의 책읽기 (토요일, 재방송 3R 수중계) 다큐멘터리 역사를 찾아서 정다운 가곡 (일요일, 재방송 클래식FM 수중계)                    | 전국방송                   | 전국방송                   | 전국방송                   | 전국방송                   | 전국방송                   | 전국방송                   | 전국방송                   | 전국방송                   | 전국방송                   | 전국방송                   | 전국방송                   | 전국방송                   | 전국방송                   | 전국방송                   | 전국방송                   | 전국방송                   | 전국방송                   | 전국방송                   | 전국방송                   |
| 평일 02:10 토요일 02:00 일요일 02:00 주말 02:50                                                      | 경제로 통일로 (평일, 재방송 한민족 수중계) 통일사용설명서 (재방송 한민족 수중계) 5분 여행기, 구석구석 코리아 (재방송 한민족 수중계) | 전국방송                   | 전국방송                   | 전국방송                   | 전국방송                   | 전국방송                   | 전국방송                   | 전국방송                   | 전국방송                   | 전국방송                   | 전국방송                   | 전국방송                   | 전국방송                   | 전국방송                   | 전국방송                   | 전국방송                   | 전국방송                   | 전국방송                   | 전국방송                   | 전국방송                   |
| 매일 03:00                                                                                           | 세월따라 노래따라 (재방송 한민족 수중계)                                                                                            | 전국방송                   | 전국방송                   | 전국방송                   | 전국방송                   | 전국방송                   | 전국방송                   | 전국방송                   | 전국방송                   | 전국방송                   | 전국방송                   | 전국방송                   | 전국방송                   | 전국방송                   | 전국방송                   | 전국방송                   | 전국방송                   | 전국방송                   | 전국방송                   | 전국방송                   |
| 매일 04:00 04:20                                                                                     | KBS 오디오북-최고의 클립 (재방송 3R 수중계) 소설극장 (재방송 3R 수중계)                                                             | 전국방송                   | 전국방송                   | 전국방송                   | 전국방송                   | 전국방송                   | 전국방송                   | 전국방송                   | 전국방송                   | 전국방송                   | 전국방송                   | 전국방송                   | 전국방송                   | 전국방송                   | 전국방송                   | 전국방송                   | 전국방송                   | 전국방송                   | 전국방송                   | 전국방송                   |
| 매일 04:42                                                                                           | 어업기상통보 | 전국방송                   | 전국방송                   | 전국방송                   | 전국방송                   | 전국방송                   | 전국방송                   | 전국방송                   | 전국방송                   | 전국방송                   | 전국방송                   | 전국방송                   | 전국방송                   | 전국방송                   | 전국방송                   | 전국방송                   | 전국방송                   | 전국방송                   | 전국방송                   | 전국방송                   |
| 매일 04:54                                                                                           | 여기는 제1라디오 | 전국방송                   | 전국방송                   | 전국방송                   | 전국방송                   | 전국방송                   | 전국방송                   | 전국방송                   | 전국방송                   | 전국방송                   | 전국방송                   | 전국방송                   | 전국방송                   | 전국방송                   | 전국방송                   | 전국방송                   | 전국방송                   | 전국방송                   | 전국방송                   | 전국방송                   |

## 종영 프로그램
- KBS 뉴스와이드
- 생방송 오늘 아침
- 경제전망대
- 안녕하십니까 ○○○입니다
- 시사 플러스
- 라디오 정보센터
- 라디오 중심
- 집중인터뷰
- 라디오 119
- 퀴즈가 좋다
- 지구촌 오늘
- 라디오 네트워크
- 라디오 전국연결
- 뉴스초점
- 생방송 토요일 아침입니다
- 생방송 일요일 아침입니다
- 생방송 토/일요일 정오입니다
- 생방송 토/일요일 오후입니다
- 생방송 토/일요일 저녁입니다
- 밝아오는 새아침
- 농수산 오늘
- 싱싱 농수산
- 생방송 스포츠 와이드
- 성공지도
- 생방송 오늘
- 8시의 지구촌
- 책마을 산책
- 오후의 교차로
- 생방송 글로벌 대한민국
- 정용실의 저녁길 매거진
- 스마트 라디오
- 세상의 모든 지식
- 빅데이터로 보는 세상
- KBS 공감토론
- KBS 라디오 걸작선
- 행복한 시니어
- 경제가 보인다
- 경제투데이
- 이규봉의 경제나침반
- 공부가 재미있다
- 생생 라디오 매거진
- 함께하는 저녁길 정은아입니다
- 김기자의 눈
- 라디오 시사고전
- 월드 투데이
- 라디오 24시
- 음악이 흐르는 밤
- 생방송 BGM 뉴스
- 이주향의 인문학 산책
- 명사초대석
- 책 읽는 밤
- 스포츠 하이라이트
- 라디오로 여는 세상
- 소리동화 '내 마음의 보석상자'
- 토요와이드
- 음악이 있는 세상
- 생생 라디오 매거진
- 건강플러스
- 라디오 주치의
- 댓글 읽어주는 기자들
- 거침없는 녀석들
- 다큐멘터리 인물과 사건
- 오픈 다큐멘터리
- 일요중계석
- 와이파이 초한지
- 와이파이 삼국지
- 와이파이 한국인
- 강원국 작가의 말 같은 말[9]
- KBS 연중기획 기억을 기록하다
- 최강시사
- 특집 1라디오 오늘
- 뉴스브런치
- 주진우 라이브
- 특집 1라디오 저녁
- 시사야

## 주파수
| 방송국        | 호출부호 | 송신소명      | 주파수      | 출력  | 송신소 위치                                |
| ------------- | -------- | ------------- | ----------- | ----- | ------------------------------------------ |
| KBS 제1라디오 | HLKA     | 소래 송신소   | AM 711kHz   | 500kW | 경기 시흥시 미산동 산26-1                  |
| KBS 제1라디오 | HLKA-SFM | 관악산 송신소 | FM 97.3MHz  | 10kW  | 경기 안양시 동안구 비산동 산3-1            |
| KBS 제1라디오 | HLKA-SFM | 진촌 중계소   | FM 96.3MHz  | 100W  | 인천 옹진군 백령면 북포리 산138-3          |
| KBS 제1라디오 | HLKA-SFM | 용문산 중계소 | FM 90.3MHz  | 1kW   | 경기 양평군 옥천면 용천리 산2-1            |
| KBS 제1라디오 | HLKA-SFM | 감악산 중계소 | FM 91.5MHz  | 50W   | 경기 파주시 적성면 객현리 산182            |
| KBS 제1라디오 | HLKA-SFM | 성남 중계소   | FM 93.5MHz  | 20W   | 경기 성남시 중원구 은행2동 산2-2 검단산    |
| KBS 제1라디오 | HLKA-SFM | 용인 중계소   | FM 88.1MHz  | 20W   | 경기 용인시 처인구 역북동 산3-1            |
| KBS 제1라디오 | HLKA-SFM | 안성 중계소   | FM 90.5㎒   | 100W  | 경기 안성시 당왕동 산26                    |
| KBS춘천       | HLKM     | 사농 송신소   | AM 657kHz   | 50kW  | 강원 춘천시 사농동 648                     |
| KBS춘천       | HLKM-SFM | 화악산 송신소 | FM 99.5MHz  | 5kW   | 경기 가평군 북면 화악2리 산218-2           |
| KBS춘천       | HLKM-SFM | 대암산 중계소 | FM 97.5MHz  | 100W  | 강원 인제군 서화면 서흥리 산170            |
| KBS원주       | HLCW     | 원주 송신소   | AM 1152kHz  | 10kW  | 강원 원주시 태장1동 803-1                  |
| KBS원주       | HLCW-SFM | 백운산 송신소 | FM 97.1MHz  | 1kW   | 강원 원주시 판부면 서곡리 산166            |
| KBS원주       | HLCW-SFM | 태기산 중계소 | FM 95.5MHz  | 1kW   | 강원 횡성군 둔내면 태기리 산1-4            |
| KBS원주       | HLCW-SFM | 국지산 중계소 | FM 95.5MHz  | 90W   | 강원 영월군 영월읍 팔괘리 산247            |
| KBS원주       | HLCW-SFM | 장암산 중계소 | FM 100.7MHz | 50W   | 강원 평창군 평창읍 노론리 산27-1           |
| KBS강릉       | HLKR     | 경포 송신소   | AM 864kHz   | 100kW | 강원 강릉시 초당동 443                     |
| KBS강릉       | HLKR-SFM | 괘방산 송신소 | FM 98.9MHz  | 3kW   | 강원 강릉시 강동면 정동진리 산19-1         |
| KBS강릉       | HLKR-SFM | 양양 중계소   | FM 97.9MHz  | 100W  | 강원 양양군 양양읍 월리 산3                |
| KBS강릉       | HLKR-SFM | 함백산 중계소 | FM 93.7MHz  | 1kW   | 강원 태백시 황지동 산176-1                 |
| KBS강릉       | HLKR-SFM | 정선 중계소   | FM 91.9MHz  | 100W  | 강원 정선군 정선읍 봉양리 산5-1            |
| KBS강릉       | HLKR-SFM | 속초 중계소   | FM 88.1MHz  | 100W  | 강원 속초시 설악동 산3-1 목우재            |
| KBS강릉       | HLKR-SFM | 오봉산 중계소 | FM 95.7MHz  | 500W  | 강원 고성군 죽왕면 오봉리 산56-1           |
| KBS강릉       | HLKR-SFM | 초록봉 중계소 | FM 88.5MHz  | 1kW   | 강원 동해시 비천동 산243-2                 |
| KBS전주       | HLKF     | 김제 송신소   | AM 567kHz   | 100kW | 전북 김제시 신곡동 338-1                   |
| KBS전주       | HLKF-SFM | 모악산 송신소 | FM 96.9MHz  | 5kW   | 전북 김제시 금산면 금산리 산1              |
| KBS전주       | HLKF-SFM | 노고단 중계소 | FM 88.3MHz  | 1kW   | 전남 구례군 산동면 좌사리 산110-2          |
| KBS전주       | HLKF-SFM | 무주 중계소   | FM 88.7MHz  | 100W  | 전북 무주군 무주읍 가옥리 산21             |
| KBS전주       | HLKF-SFM | 계남 중계소   | FM 91.9MHz  | 100W  | 전북 장수군 계남면 신전리 산83-1           |
| KBS광주       | HLKH     | 비아 송신소   | AM 747kHz   | 100kW | 광주 광산구 수완동 451                     |
| KBS광주       | HLKH-SFM | 무등산 송신소 | FM 90.5MHz  | 5kW   | 광주 동구 용연동 산354-4                   |
| KBS광주       | HLKH-SFM | 영광 중계소   | FM 94.9MHz  | 10W   | 전남 영광군 영광읍 도동리 산3-6 물퇴봉     |
| KBS광주       | HLKH-SFM | 장흥 중계소   | FM 96.1MHz  | 10W   | 전남 장흥군 장흥읍 행원리 산8              |
| KBS목포       | HLKN     | 영암 송신소   | AM 1467kHz  | 50kW  | 전남 영암군 삼호읍 난전리 558-2            |
| KBS목포       | HLKN-SFM | 대둔산 송신소 | FM 105.9MHz | 2kW   | 전남 해남군 현산면 조산리 산84-1           |
| KBS순천       | HLCY     | 신월 송신소   | AM 630kHz   | 10kW  | 전남 여수시 신월동 213-1                   |
| KBS순천       | HLCY-SFM | 망운산 송신소 | FM 95.7MHz  | 1kW   | 경남 남해군 서면 연죽리 산38               |
| KBS순천       | HLCY-SFM | 남산 중계소   | FM 88.7MHz  | 500W  | 전남 순천시 덕월동 산115-2                 |
| KBS청주       | HLKQ     | 청원 송신소   | AM 1062kHz  | 50kW  | 충북 청주시 청원구 오창읍 가곡리 433       |
| KBS청주       | HLKQ-SFM | 우암산 송신소 | FM 89.3MHz  | 1kW   | 충북 청주시 상당구 수동 산2-1              |
| KBS청주       | HLKQ-SFM | 금적산 중계소 | FM 89.3MHz  | 90W   | 충북 보은군 보은읍 풍취리 산11-5           |
| KBS청주       | HLKQ-SFM | 영동 중계소   | FM 88.3MHz  | 100W  | 충북 영동군 영동읍 주곡리 산32-3           |
| KBS충주       | HLCH-SFM | 가엽산 송신소 | FM 92.1MHz  | 1kW   | 충북 음성군 음성읍 용산리 산11-4           |
| KBS충주       | HLCH-SFM | 용두산 중계소 | FM 103.3MHz | 250W  | 충북 제천시 신월동 산39-30 용두산          |
| KBS충주       | HLCH-SFM | 금수산 중계소 | FM 90.7MHz  | 250W  | 충북 단양군 적성면 하리 산86-2             |
| KBS대구       | HLKG     | 경산 송신소   | AM 738kHz   | 100kW | 경북 경산시 진량읍 부기리 130              |
| KBS대구       | HLKG-SFM | 팔공산 송신소 | FM 101.3MHz | 5kW   | 대구 동구 용수동 산1                       |
| KBS대구       | HLKG-SFM | 김천 중계소   | FM 90.7MHz  | 100W  | 경북 김천시 신음동 산92 달봉산             |
| KBS대구       | HLKG-SFM | 경주 중계소   | FM 88.7MHz  | 500W  | 경북 경주시 건천읍 화천리 산14-1 벽도산    |
| KBS안동       | HLCR     | 안동 송신소   | AM 963kHz   | 10kw  | 경북 안동시 수상동 621-4                   |
| KBS안동       | HLCR-SFM | 일월산 송신소 | FM 90.5MHz  | 1kW   | 경북 영양군 청기면 당리 산118              |
| KBS안동       | HLCR-SFM | 강남 중계소   | FM 104.5MHz | 100W  | 경북 안동시 남선면 구미리 723-1            |
| KBS안동       | HLCR-SFM | 영주 중계소   | FM 104.3MHz | 100W  | 경북 영주시                                |
| KBS안동       | HLCR-SFM | 청송 중계소   | FM 92.5MHz  | 50W   | 경북 청송군 청송읍 덕리 산30-1             |
| KBS포항       | HLCP     | 영일 송신소   | AM 1035kHz  | 10kW  | 경북 포항시 남구 호미곶면 구만리 380       |
| KBS포항       | HLCP-SFM | 조항산 송신소 | FM 95.9MHz  | 1kW   | 경북 포항시 남구 동해면 석리 산94-1        |
| KBS포항       | HLCP-SFM | 현종산 중계소 | FM 93.9MHz  | 1kW   | 경북 울진군 원남면 덕신리 산10             |
| KBS포항       | HLCU-SFM | 삼각산 중계소 | FM 89.3MHz  | 250W  | 경북 울릉군 울릉읍 사동리 산29-1           |
| KBS포항       | HLCU-SFM | 독도 중계소   | FM 102.5MHz | 100W  | 경북 울릉군 울릉읍 독도리 산30             |
| KBS제주       | HLKS     | 아라 송신소   | AM 963kHz   | 10kW  | 제주 제주시 아라1동 3-8                    |
| KBS제주       | HLKS-SFM | 견월악 송신소 | FM 99.1MHz  | 3kW   | 제주 제주시 봉개동 산78-1                  |
| KBS제주       | HLKS-SFM | 삼매봉 중계소 | FM 95.3MHz  | 3kW   | 제주 서귀포시 서홍동 822-1                 |
| KBS제주       | HLKS-SFM | 금악 중계소   | FM 103.7MHz | 100W  | 제주 제주시 한림읍 금악리 산1-2            |
| KBS부산       | HLKB     | 김해 송신소   | AM 891kHz   | 250kW | 경남 김해시 부원동 339                     |
| KBS부산       | HLKB-SFM | 황령산 송신소 | FM 103.7MHz | 3kW   | 부산 부산진구 전포1동 산50-1               |
| KBS부산       | HLKB-SFM | 정관 중계소   | FM 91.3MHz  | 20W   | 부산 기장군 정관읍 달산리 산32-2           |
| KBS부산       | HLKB-SFM | 기장 중계소   | FM 91.3MHz  | 30W   | 부산 기장군 일광읍 황계리 산28-1 일광산    |
| KBS부산       | HLKB-SFM | 양산 중계소   | FM 91.3MHz  | 20W   | 경남 양산시 북정동 산39-2                  |
| KBS부산       | HLKB-SFM | 녹산 중계소   | FM 91.3MHz  | 30W   | 부산 강서구 생곡동 산10-3 봉화산           |
| KBS울산       | HLQB     | 울산 송신소   | AM 1449kHz  | 10kW  | 울산 남구 여천동 1224                      |
| KBS울산       | HLQB-SFM | 무룡산 송신소 | FM 90.7MHz  | 1kW   | 울산 북구 화봉동 산1-3                     |
| KBS진주       | HLCJ     | 진주 송신소   | AM 1098kHz  | 20kW  | 경남 진주시 평거동 695                     |
| KBS진주       | HLCJ-SFM | 망진산 송신소 | FM 90.3MHz  | 1kW   | 경남 진주시 망경동 631                     |
| KBS진주       | HLCJ-SFM | 금오산 중계소 | FM 97.1MHz  | 500W  | 경남 하동군 금남면 덕천리 산2-1            |
| KBS진주       | HLCJ-SFM | 감악산 중계소 | FM 103.3MHz | 500W  | 경남 거창군 남상면 무촌리 13               |
| KBS창원       | HLAI-SFM | 불모산 송신소 | FM 91.7MHz  | 5kW   | 경남 창원시 성산구 천선동 산213-8          |
| KBS창원       | HLAI-SFM | 내서 중계소   | FM 90.1MHz  | 20W   | 경남 창원시 마산회원구 내서읍 상곡리 산163 |
| KBS대전       | HLKI     | 대덕 송신소   | AM 882kHz   | 20kW  | 대전 대덕구 와동 291-2                     |
| KBS대전       | HLKI-SFM | 계룡산 송신소 | FM 94.7MHz  | 3kW   | 충남 계룡시 신도안면 부남리 산11-5         |
| KBS대전       | HLKI-SFM | 흑성산 중계소 | FM 89.9MHz  | 1kW   | 충남 천안시 동남구 목천읍 교촌리 산11-3    |
| KBS대전       | HLKI-SFM | 원효봉 중계소 | FM 88.1MHz  | 250W  | 충남 서산시 해미면 산수리 산25-1           |
| KBS대전       | HLKI-SFM | 옥마산 중계소 | FM 107.3MHz | 100W  | 충남 보령시 성주면 개화리 산23-4           |
| KBS대전       | HLKI-SFM | 서천 중계소   | FM 88.9MHz  | 90W   | 충남 서천군 서천읍 남산리 산34 남산        |

## 로고송
- KBS 1라디오 (2003년 ~ 2008년)
- (대한민국 중심채널) KBS 1! 라디오~ (2019년 ~ 현재)
- (대한민국 중심채널) KBS~ 1라디오~ (2019년 ~ 현재)

## 시보 멘트
- 슬기로운 생활의 벗, 여러분의 KBS가 잠시 후 몇 시를 알려드립니다. 중파 711kHz, FM 97.3MHz. (KBS) 제1라디오입니다. HLKA. (1988년 ~ 1993년) (부산에서 정기점검 전 종료 멘트에서 사용되었다.)
- 좋은 방송 밝은 내일 KBS가 몇 시를 알려드립니다. AM 711kHz, FM 97.3kHz. KBS 제1라디오입니다. HLKA. (1993년 ~ 2003년)
- 대한민국 뉴스채널 KBS 제1라디오가 몇 시를 알려드립니다. AM 711kHz, FM 97.3MHz. KBS 제1라디오입니다. HLKA. (2003년 ~ 2008년)
- 한국인의 중심채널 KBS 1라디오가 몇 시를 알려드립니다. AM 711kHz, FM 97.3MHz. KBS 1라디오입니다. HLKA. (지역마다 다르다.) (2008년 ~ 현재)
- 정성을 다하는 국민의 방송 KBS (제1라디오)가 몇 시를 알려드립니다. AM 711kHz, FM 97.3MHz. KBS 1라디오입니다. HLKA. (지역마다 다르다.) (2012년 ~ 현재)

### 라디오 시보 멘트
- 정성을 다하는 국민의 방송 KBS가 몇 시를 알려드립니다. AM 711KHz FM 97.3MHz, KBS 1라디오입니다. HLKA
- 정성을 다하는 국민의 방송 KBS가 몇 시를 알려드립니다. AM 657KHz FM 99.5MHz KBS춘천 제1라디오입니다. HLKM
- 정성을 다하는 국민의 방송 KBS 제1라디오가 몇 시를 알려드립니다. AM 1152KHz FM 97.1, 95.5MHz KBS원주 라디오입니다. HLCW
- 한국인의 중심채널 KBS 제1라디오가 몇 시를 알려드립니다. 강릉 FM 98.9MHz, 고성 95.7, 속초 88.1, 동해 삼척 88.5, 태백 93.7MHz, KBS강릉 제1라디오입니다. HLKR
- 정성을 다하는 국민의 방송 KBS 제1라디오가 몇 시를 알려드립니다. AM 882KHz FM 94.7, 89.9MHz KBS대전 제1라디오입니다. HLKI
- 정성을 다하는 국민의 방송 KBS가 몇 시를 알려드립니다. AM 1062KHz FM 89.3MHz KBS청주 라디오입니다. HLKQ
- 정성을 다하는 국민의 방송 KBS가 몇 시를 알려드립니다. FM 92.1MHz KBS충주 라디오입니다. HLCH
- 한국인의 중심채널 KBS 제1라디오가 몇 시를 알려드립니다. AM 891KHz FM 103.7MHz, KBS부산 제1라디오입니다. HLKB
- 정성을 다하는 국민의 방송 KBS가 잠시 후 몇 시를 알려드립니다. AM 1449KHz FM 90.7MHz KBS 제1라디오입니다. HLQB
- 정성을 다하는 국민의 방송 KBS가 몇 시를 알려드립니다. FM 91.7MHz KBS창원 제1라디오입니다. HLAI
- 한국인의 중심채널 KBS 1라디오가 몇 시를 알려드립니다. FM 90.3MHz AM 1098KHz KBS 제1라디오입니다. HLCJ
- 한국인의 중심채널 KBS 1라디오가 몇 시를 알려드립니다. AM 738KHz FM 101.3MHz KBS대구 제1라디오입니다. HLKG
- 한국인의 중심채널 KBS 제1라디오가 몇 시를 알려드립니다. AM 1035KHz FM 95.9MHz, KBS 제1라디오입니다. HLCP
- 한국인의 중심채널 KBS 제1라디오가 몇 시를 알려드립니다. AM 963KHz FM 90.5MHz KBS 제1라디오입니다. HLCR
- 한국인의 중심채널 KBS 제1라디오가 몇 시를 알려드립니다. AM 747KHz FM 90.5MHz KBS광주 제1라디오입니다. HLKH
- 한국인의 중심채널 KBS 제1라디오가 몇 시를 알려드립니다. AM 1467KHz FM 105.9MHz KBS목포 라디오입니다. HLKN
- 한국인의 중심채널 KBS 제1라디오가 잠시 후 몇 시를 알려드립니다. AM 630KHz FM 88.7MHz FM 95.7MHz KBS순천 제1라디오입니다. HLCY
- 한국인의 중심채널 KBS 제1라디오가 몇 시를 알려드립니다. AM 567KHz FM 96.9MHz KBS 제1라디오입니다. HLKF
- 한국인의 중심채널 KBS제주 제1라디오가 몇 시를 알려드립니다. AM 963KHz FM 99.1MHz KBS제주 1라디오입니다. HLKS

## 같이 보기
- KBS 제2라디오
- EBS FM
- MBC FM4U
- CBS 음악FM
- BBS FM
- TBS FM
- YTN
- 시민방송
- 상생방송
- 방송대학TV